# Exanthème scarlatiniforme

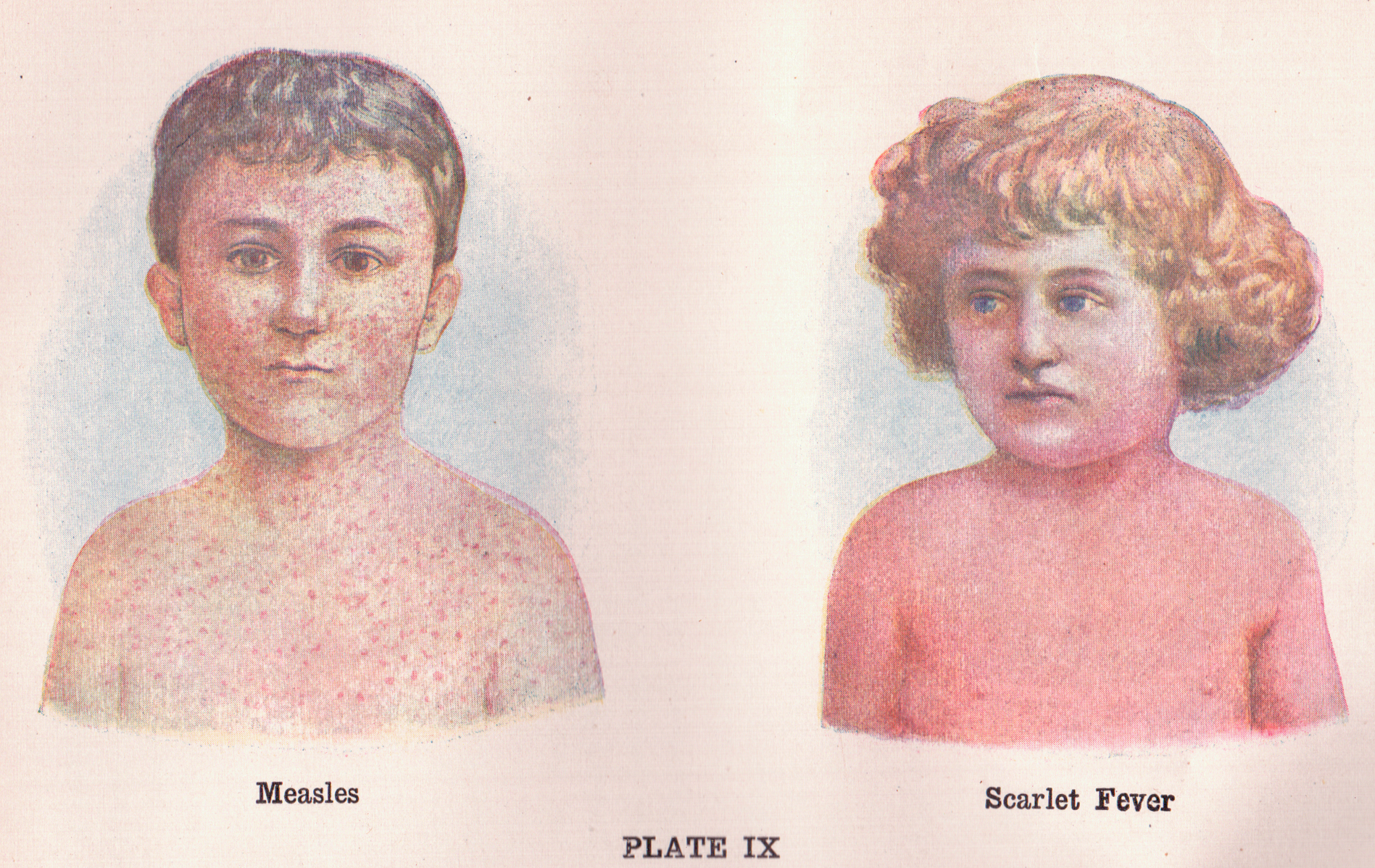
À gauche, exanthème morbilliforme de la rougeole ; à droite exanthème scarlatiniforme de la scarlatine.

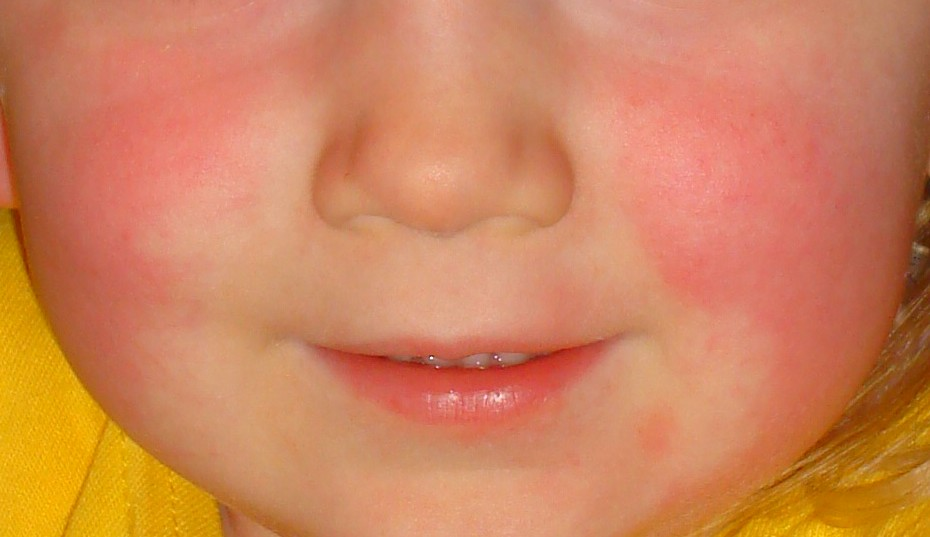
Exanthème scarlatiniforme sur les joues d'une fillette atteinte de scarlatine.

Un exanthème scarlatiniforme est une éruption cutanée caractérisée par des placards érythémateux, rouge foncé, sans intervalle de peau saine, disparaissant à la vitro-pression et évoluant secondairement vers la desquamation. Les nappes rouges sont parsemées d'un piqueté maculo-papuleux procurant une sensation de granité au toucher et prédominent aux plis de flexion.

## Étiologie
Les causes d'exanthème scarlatiniforme sont très nombreuses mais les principales sont :
- des maladies infectieuses bactériennes telles que la scarlatine, la scarlatine staphylococcique, le syndrome du choc toxique staphylococcique, des septicémies à staphylocoques et streptocoques, mais aussi des infections virales atypiques telles que la mononucléose infectieuse ;
- la maladie de Kawasaki ;
- Les toxidermies.

L'étiologie d'une forme rare guérissant spontanément en quatre semaines, l’érythème scarlatiniforme desquamatif récidivant (ESDR), ou maladie de Féréol-Besnier, est inconnue.